# Émile Bescherelle
Pour les articles homonymes, voir Bescherelle (homonymie).
Émile Bescherelle, né le 3 janvier 1828 à Paris et mort le 26 février 1903 est un botaniste et bryologiste français des XIXe et XXe siècles. Il est le fils du grammairien Louis-Nicolas Bescherelle. Dans sa jeunesse, il collabora au Dictionnaire universel de Maurice La Châtre (1854-1856) pour la partie scientifique.
Bescherelle est célèbre pour son analyse des espèces bryologiques en divers points du globe, parmi lesquels les Antilles françaises, les Mascareignes, le Paraguay, la Nouvelle-Calédonie. En 1882, avec le phycologue Paul Auguste Hariot (1854–1917), il prend part à l'expédition pluridisciplinaire française au cap Horn.
Le genre Bescherellia a été nommé en son honneur par Jean Étienne Duby (1798-1885).
Il est président de la Société botanique de France en 1885.

## Ouvrages
- Prodromus bryologiae mexicanae : ou, énumération des mousses du Mexique, avec description des espèces nouvelles, 1872
- Florule bryologique de la Nouvelle-Calédonie, 1873
- Florule bryologique des Antilles françaises, 1876
- Florule bryologique des Antilles françaises ou énumération et description des mousses nouvelles recueillies à la Guadeloupe et à la Martinique, 1876
- Note sur les mousses du Paraguay : récoltées par M. Balansa de 1874 à 1877
- Florule bryologique de la Réunion : de Maurice et des autres iles Austro-Africaines de l'océan Indien, 1880-81
- Catalogue des mousses observées en Algérie, 1882
- Mission scientifique du cap Horn, 1882–1883. Tome V, Botanique avec Paul Auguste Hariot (1854-1917) et al.
- Hépatiques nouvelles des colonies françaises, 1888[4]

Par ailleurs, il collabore à la publication du Catalogue raisonné des plantes cellulaires de la Tunisie de Narcisse Théophile Patouillard.